# Candidatura d'Unitat Popular - Crida Constituent
La Candidatura d'Unitat Popular - Crida Constituent (CUP-CC) és una candidatura independentista i socialista liderada per la Candidatura d'Unitat Popular amb el suport d'altres organitzacions per tal de concórrer a les Eleccions al Parlament de Catalunya. Al 2015 va aconseguir 10 escons i al 2017 en va obtenir 4. És continuadora de la Candidatura d'Unitat Popular - Alternativa d'Esquerres que es va presentar el 2012 i va aconseguir 3 escons.
Té el suport de la Candidatura d'Unitat Popular, Endavant, Poble Lliure, Arran, la Forja, el Sindicat d'Estudiants dels Països Catalans, Pirates de Catalunya, Lluita Internacionalista, Constituents per la Ruptura i Crida Constituent.
Altres agrupacions de la societat civil, com l'Assemblea Nacional Catalana (ANC), Òmnium Cultural i Súmate, i partits polítics com el Partit Socialista d'Alliberament Nacional (PSAN) i Els Verds - Alternativa Verda, donen suport a aquesta candidatura i també a Junts pel Sí atès que ambdues tenen com a objectiu la independència de Catalunya.

## Història
La candidatura es va presentar el 14 de juliol explicant les discrepàncies que van tenir amb la llista impulsada per Convergència Democràtica de Catalunya, Esquerra Republicana de Catalunya, Assemblea Nacional Catalana i Òmnium Cultural.
El 16 de juliol es va donar a conèixer els candidats de les eleccions primàries que es van celebrar el 26 de juliol.
El dia 30 de juliol es van donar a conèixer els resultats de les primàries realitzades per escollir els diferents caps de llista de les diferents circumscripcions. Un 67% dels votants va donar el seu vot a la proposta presentada pel secretariat nacional de la CUP (en el cas de la llista per Barcelona).

## Organització
El sentit del vot de les diputades del grup parlamentari Candidatura d'Unitat Popular - Crida Constituent s'obté en votació conjunta entre el Consell Polític (CP) de la Candidatura d'Unitat Popular, integrat per representants de les diferents assemblees territorials d'aquesta formació, i el Grup d'Acció Parlamentària (GAP), format per representants de les organitzacions que donen suport a la candidatura. Des del 2015, el CP de la CUP està format per 57 representants de 13 asseembles territorials. D'altra banda, des del 2016 el GAP està format per un total de 8 organitzacions: Endavant, Poble Lliure, Arran, La Forja, Coordinadora Obrera Sindical, Sindicat d'Estudiants dels Països Catalans, Constituents per la Ruptura, Lluita Internacionalista i Crida Constituent. També havien format part del GAP entre 2015 i 2016: Col·lectiu Drassanes, En lluita i Corrent Roig.

## Candidatures per circumscripció (2015)

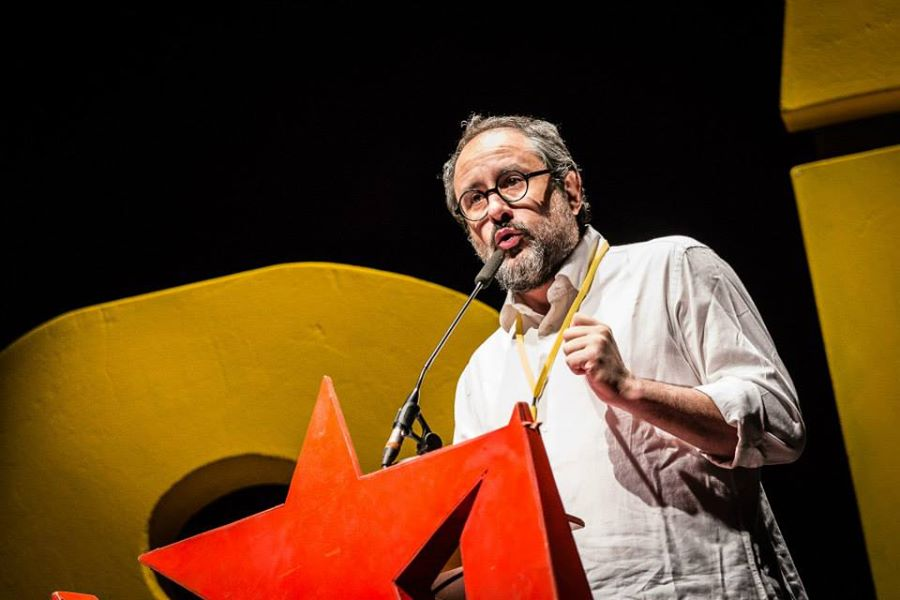
Antonio Baños a l'acte "Sí, per canviar-ho tot", organitzat per la CUP, al Barcelona Teatre Musical el 2015

La Candidatura d'Unitat Popular - Crida Constituent elegí les candidatures a través d'un procés d'assemblees territorials i d'eleccions primàries obertes a militants de les organitzacions integrants de la candidatura i, també, a simpatitzants que prèviament s'haguessin inscrit en el cens.

### Barcelona
1. Antonio Baños i Boncompain, llicenciat en ciències de la informació, periodista i escriptor.
2. Anna Gabriel i Sabaté, educadora social i professora de la Universitat Autònoma de Barcelona.
3. Josep Manel Busqueta i Franco, pastisser, economista i membre del Seminari d'Economia Crítica Taifa.
4. Gabriela Serra i Frediani, mestra i expresidenta de la Federació Catalana d'ONG per al Desenvolupament.
5. Albert Botran i Pahissa, historiador i treballador d'Òmnium Cultural.
6. Eulàlia Reguant i Cura, matemàtica i treballadora de Federació d'Organitzacions per a la Justícia Global.
7. Julià de Jòdar i Muñoz, historiador i escriptor.
8. Mireia Vehí i Cantenys, sociòloga i treballadora de l'Ajuntament de Barcelona.
9. Joan Garriga i Quadres, treballador al Servei d'Ocupació del Col·legi de Metges de Barcelona.
10. Pilar Castillejo i Medina, física i treballadora en el sector de la informàtica.
11. Carles Riera i Albert
12. Anna Gabaldà i Felipe
13. Xavier Safont-Tria i Ramon
14. Maria Esther del Alcázar i Fabregat
15. Nil Puigivila i Ylla-Català
16. Càndida Gonzàlez i Garcia
17. Lluc Vinyes i Pelàez
18. Núria Campanera i Moliné
19. Llorenç Casanova i Fernández
20. Maria Corrales i Pons
21. Eugeni Rodríguez i Giménez
22. Ester Rocabayera i Jordan
23. Arnau Carné i Sala
24. Georgina Monge i López
25. Ramon Vancells i Casacuberta
26. Anna Alsina i López
27. Juan Manuel Rojas i Arcos
28. Irene Jaume i Gambin
29. Aleix Cardona i Jordan
30. Susana Moreno i Blanco
31. Joan López i Fernàndez
32. Núria Soler i Forès
33. Ángel Camacho i Hervás
34. Fuensanta Maria Ballester i Jiménez
35. Ramon Carbonell i Baqués
36. Fidela Frutos i Schwöbel
37. Jesús Maria Carrasco i Gómez
38. Montserrat Mata i Dumenjó
39. Jordi Pagès i Anson
40. Maria Matilde Oliver i Reche
41. Arnau Comajoan i Cara
42. Olga Hernández de León
43. Jordi Farré i Viladoms
44. Anna Maria Guijarro i Casas
45. Adam Majó i Garriga
46. Laia Altarriba i Piguillem
47. Albert Díez i Vañó
48. Katia Regina Juncks Kammers
49. Pedro Mercadé Toro
50. Violant Quer i Miró
51. Jose Luis Jiménez Castelltort
52. Mercè Solé Cabrera
53. Isaac Ruana Súria
54. Meritxell Brun i Jané
55. Manuel Mora i Sánchez
56. Maria Ferrer Martínez
57. Hug Lucchetti Barba
58. Blanca Serra i Puig, lingüista
59. Jesús Soler Vilaró
60. Carlota Carbó Giró
61. Josep Arranz i Romeu
62. Anna Coll Zabala
63. Adil Marouan Messari
64. Gemma Boix i Pou
65. Arcadi Bassegoda Clos
66. Roser Homs Pons
67. Jordi Pueyo Tapias
68. Berta Masramon López
69. August Gil Matamala, advocat.
70. Rita Martin Monés
71. Sergi López i Ayats, actor de teatre i cinema.
72. Núria Casajuana Vives
73. Agustin Cintas Dueñas
74. Carmen Alonso Carretero
75. Francesc Freixas i Morros, cantautor.
76. Ginette Casanovas Pallarés
77. Oleguer Presas i Renom, economista i exfutbolista.
78. Roser Veciana Olive
79. Josep Riera i Porta, pagès i fundador i excoordinador general d'Unió de Pagesos.
80. Eunice Romero Rivera, politòloga.
81. Manuel Delgado Ruiz, historiador de l'art, doctor en antropologia i professor de la Universitat de Barcelona
82. Jana Montllor Blanes
83. Joaquim Arrufat i Ibáñez, politòleg i treballador del Centre Internacional Escarré per a les Minories Ètniques i Nacionals.
84. Isabel Vallet i Sànchez, jurista especialista en dret penal.
85. David Fernàndez i Ramos, periodista.
Suplents
  1. Isabel Chacón Chacón
  2. Xavier Monge Profitós
  3. Mireia Cirera Pintó
  4. Òscar Mendoza Gómez
  5. Anna Tarafa Mata
  6. Xavier Generó Boix
  7. Nora Miralles Crespo
  8. Jordi Sala i Pou
  9. Juliana Bacardit i Garriga
  10. Roger Albert Casanova

### Tarragona
1. Sergi Saladié i Gil, geògraf i professor associat de la Universitat Rovira i Virgili.[13]
2. Maria Mestre i Montserrat, ambientòloga i treballadora de la Fundació ENT.
3. Jaime Rodríguez i Calero, pensionista i responsable de comunicació de Comissions de Base.
4. Lurdes Quintero i Gallego, geògrafa i tècnica de l'Agència Catalana del Consum.
5. Ernest Montserrat i Malagarriga, estudiant de filologia i membre del Sindicat d'Estudiants dels Països Catalans.
6. Mar Joanpere i Foraster, sociòloga i investigadora de la Universitat de Barcelona.
7. Jordi Martí i Font, filòleg, doctor en filologia catalana i professor de l'ensenyament secundari.
8. Carme Abril i Ferrer
9. Ignasi Cid i Dorronsoro
10. Aitana de la Varga i Pastor
11. Gerard Nogués i Balsells
12. Montserrat Solà i Rivera
13. Vicenç González i Belmonte
14. Núria Cardona i Miracle
15. Pau Balmaña i Marín
16. Roser Vernet i Anguera
17. José Estrada i Cruz
18. Montsant Fonts i Pallach
Suplents
  1. David Vidal i Caballé
  2. Dayana Santiago i Callau
  3. Joan Pons i Solé
  4. Laura Aluja i Masalles
  5. Xavier Queralt i Queralt
  6. Marta Llorens i Pérez
  7. Damià Fàbrega i Sabaté
  8. Roser Torres i Sanz
  9. Jaume Camps i Girona
  10. Carmina Malagarriga de Broto

### Girona
1. Benet Salellas i Vilar, filòleg i advocat.
2. Marta Ball-llosera i Font, ambientòloga, treballadora d'una cooperativa i exportaveu de la Institució Alt Empordanesa per a l'Estudi i Defensa de la Natura.
3. Jordi Navarro i Morera, geògraf i conserge d'una escola pública.
4. Elisabet Punset i Pagès, biòloga i treballadora en el sector veterinari.
5. Antoni Rico i Garcia, historiador i professor de l'ensenyament secundari.
6. Imma Sau i Giralt, pediatra.
7. Marc August Muntanya i Masana, pastor.
8. Mariona Baraldés i Cabarrocas
9. Miquel Blanch i Solé, mestre i educador.
10. Mònica Alonso i Sánchez
11. Anastasio Pulido i Chozas
12. Maria Besora i Soler
13. Sebas Parra i Nuño, educador.
14. Toia Codina i Guëll
15. Narcís Comadira i Moragriega, escriptor, poeta i pintor.
16. Adelais de Pedrolo i Fabregat
17. Alguer Miquel i Bo, músic i cantant de Txarango.
Suplents
  1. Elena Delgado i Caparrós
  2. Ramon Serna i Ros
  3. Irene Palol i Ribas
  4. Marc Roura i Pujol
  5. Natàlia Sànchez i Dipp
  6. Martí Lleixà i Mora
  7. Sandra Pazos i Massanas
  8. Ramon Muñoz i Salló
  9. Zaida Vidal i Verdaguer
  10. Xavier Diez i Rodríguez, doctor en història contemporània i professor de la Universitat Ramon Llull.

### Lleida
1. Ramon Usall i Santa, sociòleg, doctor en història i professor de l'ensenyament secundari.
2. Mireia Boya Busquet, ambientòloga, doctora en ordenació del territori i professora associada de la Universitat Pompeu Fabra.
3. Josep Antoni Vilalta i Coletes, treballador del sector ramader.
4. Clara Barbal i Mortés, periodista i redactora del setmanari El Temps.
5. Ferran Dalmau i Vilella, economista i professor de l'ensenyament secundari.
6. Eulàlia Sera i Felip
7. Jordi Querol i Vall
8. Marta Pomés i Lobo
9. Jordi Calvís i Burgués, dissenyador gràfic i il·lustrador.
10. Clara Griera i Llonch
11. Josep Maria Colea i García
12. Ares Bordes i Lladós
13. Eloi Pasarin i Renau
14. Judith Ribera i Salvia
15. Maria Huguet i Recasens, professora de l'ensenyament secundari.[14]
Suplents
  1. Marcel Pena Zanuy, estudiant de periodisme i corresponsal de Ràdio Terra de la Llitera i el Baix Cinca.
  2. Meritxell Gené i Poca, mestra de música i cantautora.
  3. Marcel Riu i Bonvehí
  4. Aida Sanuy i Perpiña
  5. Oriol Verdés i Serrano

## Candidatures per circumscripció (2017)
A continuació es mostra les posicions capdavanteres de la llista de la CUP per a les eleccions al Parlament de Catalunya de 2017 que es van celebrar el 21 de desembre:

### Barcelona
1. Carles Riera i Albert
2. Maria Sirvent i Escrig
3. Vidal Aragonés i Chicharro
4. Maria Ballester i Jiménez
5. Jordi Salvia i Cuadras
6. Bel Olid i Báez, independent.
7. Ramon Vancells i Casacuberta
8. Maria Rovira i Torrens
9. Arnau Comas i Miñarro
10. Núria Gibert i Dasca
11. Isabel Benitez i Romero
12. Maria Asunción Martínez i Artero
13. Aitor Blanc i Aranjuelo
14. Mariona Pascual i Alfaras
15. Òscar Mendoza i Gómez
16. Esther del Alcázar Fabregat
17. Pau Romero i Garcia
18. Gemma Boix i Pou

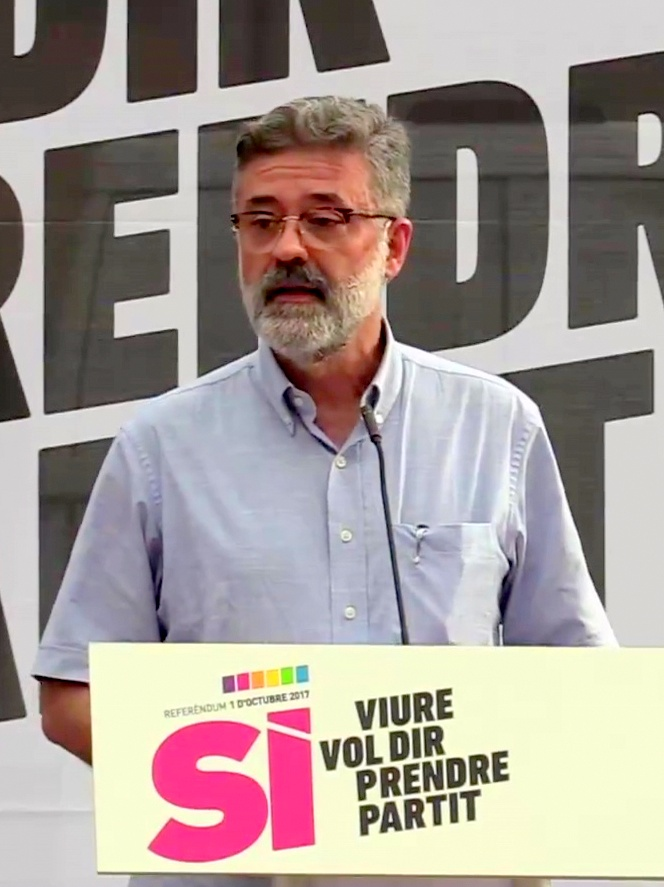
Carles Riera i Albert, cap de llista per Barcelona.

19. Enric Pineda i Traïd, Pirates de Catalunya.
20. Núria Araüna i Baró

### Tarragona
1. Xavier Milian i Nebot
2. Josep Mañé i Chaparro
3. Èrica Bel i Queralt
4. Edgar Fernández i Blázquez
5. Lurdes Quintero i Gallego
6. Maria Mestre i Montserrat
7. Xavier Rodríguez i Serrano
8. Montse Sans i Pros
9. Gerard Nogués i Balsells
10. Núria Rodríguez i Serrano

### Girona
1. Natàlia Sànchez i Dipp
2. Daniel Cornellà i Detrell
3. Laia Pelàch i Saget
4. Ramon Casadevall i Sala
5. Sylvia Dinorah Barragán Sacco
6. Ignasi Sabater i Poch
7. Mireia Tresserres i Fluvià
8. Joan Bou i Geli
9. Àfrica Muntané i Izquierdo

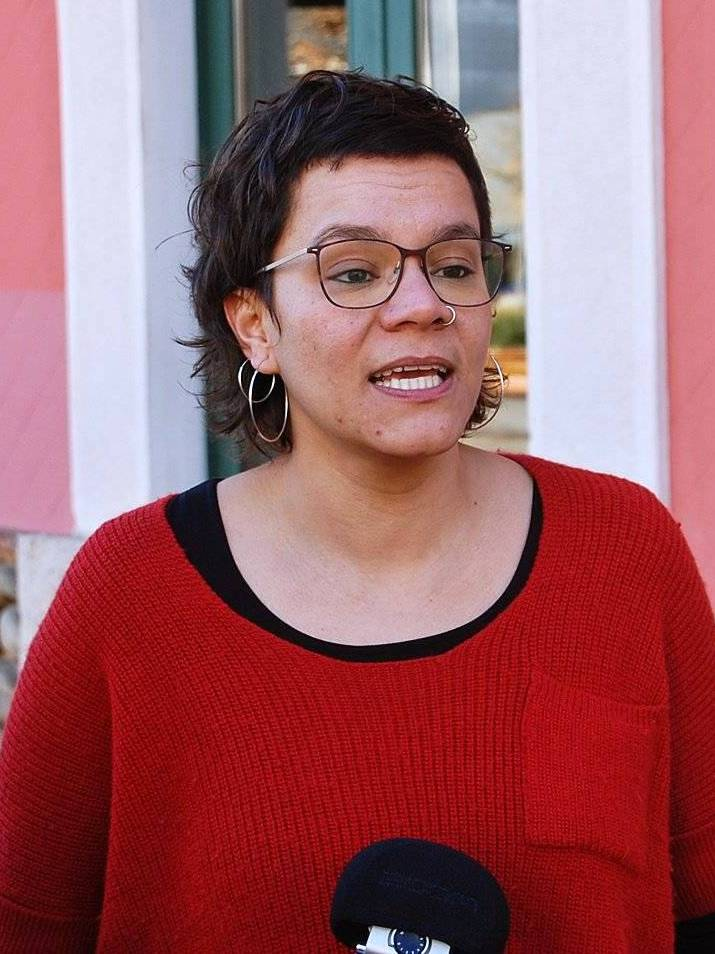
Natàlia Sànchez i Dipp, cap de llista per Girona.

10. Albert Sunyer i Castillo, Pirates de Catalunya.

### Lleida
1. Mireia Boya e Busquet
2. Pau Juvillà i Ballester
3. Jordi Vives i Tolosa
4. Xènia Antona i Vilarmau
5. Aida Sanuy i Perpinyà
6. Mar Vicente i Alegre
7. Rosa Peñafiel i Cantano
8. Josep Maria Colea i Garcia
9. Özgür Günes Öztürk Okumus
10. Jaume Solé i Colom

## Resultats electorals
| Any  | Vots    | % (posició) | Diputats | +/- |
| ---- | ------- | ----------- | -------- | --- |
| 2015 | 337.794 | 8,21 (6)    | 10 / 135 |     |
| 2017 | 195.246 | 4,46 (6)    | 4 / 135  | 6   |
| 2021 | 189.924 | 6,68 (5)    | 9 / 135  | ▲5  |